# Jerusłan (miejscowość)
Jerusłan (ros. Еруслан) – wieś (sieło) w Rosji, w obwodzie saratowskim, w rejonie fiodorowskim. W 2021 liczyła 1181 mieszkańców.